# Maria Białobrzeska
Maria Białobrzeska, właśc. Maria Małgorzata Habdank-Białobrzeska (ur. 9 kwietnia 1922 w Warszawie, zm. 8 maja 2014 w Łodzi) – polska aktorka teatralna, filmowa i telewizyjna.

## Życiorys

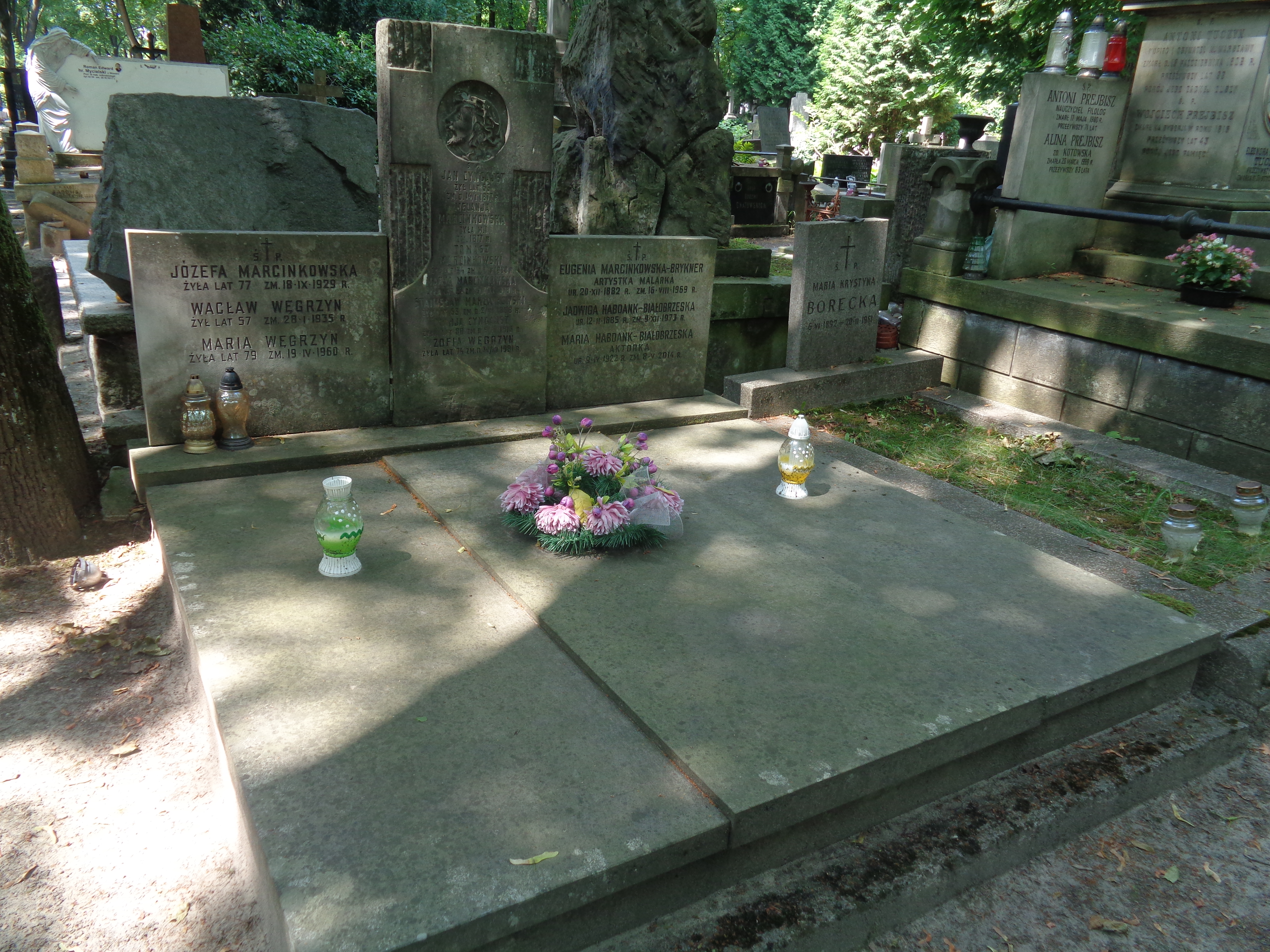
Miejsce spoczynku Marii Habdank-Białobrzeskiej na cmentarzu powązkowskim w Warszawie

Urodziła się w rodzinie Władysława, sędziego, i Jadwigi z Marcinkowskich (1885–1973). W Warszawie ukończyła gimnazjum i zdała maturę na tajnych kompletach. Studiowała w podziemnym Państwowym Instytucie Sztuki Teatralnej i w Studiu Iwo Galla, gdzie zetknęła się z takimi osobowościami teatralnymi jak: Zofia Małynicz, Jan Kreczmar czy Bohdan Korzeniewski. Uczestniczyła w powstaniu warszawskim jako ochotniczka 3 sierpnia 1944 wstąpiła do IV plutonu 8 kompanii batalionu „Kiliński” AK - łączniczka ps. „Margot”. Po upadku powstania wyjechała z Warszawy z rannymi.
W 1945 zdała eksternistyczny egzamin aktorski. 1 kwietnia 1945 zadebiutowała na deskach Starego Teatru w Krakowie rolą Miriam w spektaklu Mąż doskonały Jerzego Zawieyskiego w reż. Jerzego Konrada Bujańskiego. Kolejnymi scenami, z którymi się wiązała były: Teatr Polski w Warszawie (1945–1947), gdzie miała okazje występować obok Ludwika Solskiego i Juliusza Osterwy, Teatr Miejski w Sosnowcu (1947–1948), Teatr Wybrzeże w Gdańsku (1948–1949) i Teatr im. Stefana Jaracza w Łodzi (1949–1951). Od 1951 związana z Teatrem Nowym w Łodzi, w którym stworzyła wiele wielkich kreacji aktorskich. W 2005 obchodziła Jubileusz 60-lecia Pracy Artystycznej.
Występowała również w Teatrze Telewizji, m.in. w spektaklach: Chłopi Władysława Stanisława Reymonta w reż. Aleksandra Strokowskiego (1970), Sonata widm Augusta Strindberga w reż. Jerzego Grzegorzewskiego (1972) oraz w Lecie Tadeusza Rittnera w reż. Laco Adamíka jako Karolina (1975) i Bestsellerze Waldemara Łysiaka w reż. Marka Gracza jako Mallory (1984).
Zmarła w Łodzi, pochowana 15 maja 2014 na cmentarzu Powązkowskim w Warszawie (kwatera 73-5-29,30).

## Występy sceniczne (wybór)
- Łaźnia Władimira Majakowskiego – Mezaliansowa
- Święto Winkelrida Jerzego Andrzejewskiego i Jerzego Zagórskiego – nauczycielka Konstancji
- Noc listopadowa Stanisława Wyspiańskiego – Nike
- Lekkomyślna siostra Włodzimierza Perzyńskiego – Helena
- Tango Sławomira Mrożka – babcia Eugenia
- Vatzlav Sławomira Mrożka – Nietoperzowa
- Hedda Gebler Henrika Ibsena – Julia Tasman
- Motyle są wolne Leonarda Gershe'a – pani Baker
- Sen pluskwy Tadeusza Słobodzianka – czcigodna przyjaciółka
- Chłopcy Stanisława Grochowiaka – hrabina de Profundis

## Filmografia
- Doktor Ewa (serial telewizyjny) w reż. Henryka Kluby (1970) – matka Ewy (odc. 1. Trudny wybór)
- W te dni przedwiosenne w reż. Andrzeja Konica (1975)
- Ciuciubabka w reż. Radosława Piwowarskiego (1977) – uczestniczka zjazdu absolwentów
- Romans Teresy Hennert w reż. Ignacego Gogolewskiego (1978)
- Do krwi ostatniej (1979)
- Jan Serce (serial telewizyjny) w reż. Radosława Piwowarskiego (1981) – 'urzędniczka USC (odc. 2. Lusia)
- Mars i Wenus w szóstce w reż. Ryszarda Nakoniecznego (1983)
- Lawina w reż. Piotra Studzińskiego (1984) – Irena Karłowicz, matka Mieczysława
- Alabama w reż. Ryszarda Rydzewskiego (1985) – sędzia
- Wakacje w Amsterdamie w reż. Krzysztofa Sowińskiego (1985) – pani
- Człowiek wózków w reż. Mariusza Malca (2001) – starsza pani

Etiudy szkolne
- Bezsenność w reż. Jacka Schmidta (1978)
- Dwa listy w reż. Krzysztofa Krauzego (1978)
- Perpetuum mobile w reż. Marka Wałaszka (1979) – głos
- Universal Spring w reż. Anny Karasińskiej (2008)

## Ordery i odznaczenia
- Krzyż Oficerski Orderu Odrodzenia Polski (2000)
- Krzyż Kawalerski Orderu Odrodzenia Polski
- Krzyż Walecznych (1946)
- Warszawski Krzyż Powstańczy (1982)[8]
- Krzyż Armii Krajowej
- Odznaka 1000-lecia Państwa Polskiego (1966)
- Odznaka Honorowa „Zasłużony Działacz Kultury” (1980)
- Honorowa Odznaka Miasta Łodzi (1974)

Źródło:.

## Nagrody
- nagroda prezydenta miasta Łodzi (2000)
- „Nadzwyczajna Złota Maska” za twórcze dokonania i niezapomniane kreacje (2005)
- „Srebrny Pierścień” – nagroda prezydenta Łodzi dla najlepszej aktorki sezonu (2005)

Źródło:.